# Босоногая графиня
«Босоно́гая графи́ня» (англ. The Barefoot Contessa) — драма режиссёра Джозефа Манкевича. Одна из наиболее известных работ в фильмографии Авы Гарднер, воплотившей на экране трагический образ вырвавшейся из безвестности танцовщицы, ставшей всемирно известной актрисой.
Картина получила смешанную оценку критики и была успешна в прокате. В честь фильма получила название известная кулинарная передача.

## Сюжет
Картина построена как воспоминания режиссёра Гарри Доуса (Хамфри Богарт) на похоронах танцовщицы и актрисы Марии Варгас (Ава Гарднер). Примерно за три года до этого Доуса привлекает для съёмок фильма миллионер Кирк Эдвардс. Эксцентричный богач подыскивает новые имена, и в одном из ночных клубов Мадрида его компания находит танцовщицу фламенко Марию Варгас. В трудном детстве в трущобах даже иметь обувь было для неё счастьем, и с тех пор Мария не жалует туфли, предпочитая ходить и танцевать босиком. Своенравная девушка поначалу отказывается, но Доусу удаётся её уговорить.
С того момента начинается история восхождения Марии к славе. Дебютная картина, благодаря врождённому таланту и PR-специалисту Оскару Малдрону (Эдмонд О’Брайен), приносит отличные сборы. Девушка входит в высший свет и путешествует по всему миру. Она знакомится с взбалмошным латиноамериканским богачом и плейбоем Альберто Бравано. Однажды, во время игры в казино, он ссорится с Марией, считая, что именно из-за неё удача отвернулась от него. От скандала девушку спасает граф Винченцо Торлато-Фаврини. Интеллигентный и обходительный аристократ предлагает Марии покровительство, которое перерастает в роман и свадьбу. Однако близости у них не было вплоть до первой брачной ночи. Тут выясняется, что граф страдает импотенцией из-за последствий ранения на войне. Во время всех этих перипетий Доус остаётся другом Марии, которому она доверяет самое сокровенное.
Спустя некоторое время Доус и Мария встречаются, и она рассказывает, что несчастлива в браке. Мария ждёт ребёнка от внебрачной связи. Она собирается рассказать мужу о беременности, но Винченцо упреждает разбирательство и первым начинает разговор. Уличив жену в неверности, он выходит из себя и стреляет в Марию. Она не успевает рассказать о будущем ребенке. Сцена похорон Марии Варгас возвращает к началу действия картины.

## В ролях
- Хамфри Богарт — Гарри Доус
- Ава Гарднер — Мария Варгас
- Эдмонд О’Брайен — Оскар Малдрун
- Мариус Горинг — Альберто Бравано
- Валентина Кортезе — Элеанора Торлато-Фаврини
- Россано Брацци — Винченцо Торлато-Фаврини
- Уоррен Стивенс — Кирк Эдвардс
- Элизабет Селларс — Джерри
- Бесси Лав — миссис Юбенкс

## Создание

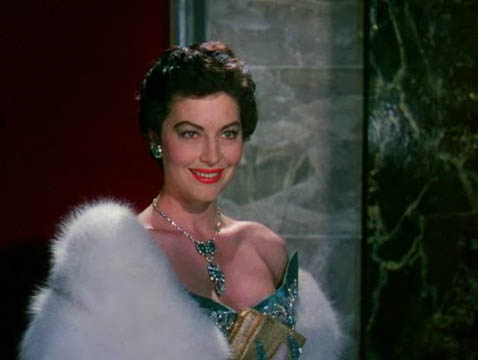
Ава Гарднер, в роли Марии Варгас

В начале 1950-х Джозеф Манкевич стал одним из самых востребованных режиссёров и сценаристов Голливуда. В 1950 и 1951 году фильмы Манкевича «Письмо трём жёнам» и «Всё о Еве» подряд выиграли «Оскар» за лучшую режиссуру. В 1952 году, будучи в Нью-Йорке, Джозеф написал сценарий новой картины. Она должна была стать первой картиной для Джозефа Манкевича как независимого агента: продюсера и режиссёра собственной компании Figaro Inc. Джозеф задумал драму, своего рода парафраз сказки о Золушке, но с негативной развязкой и отсылкой к теневой стороне кинобизнеса.
В некоторой степени в разработке сценария картины были использованы факты из реальной биографии Риты Хейворт. Известная танцовщица, партнёрша Астера по мюзиклам 1940-х, происходила из Испании, из бедной семьи исполнителей фламенко. У героя картины Кирка Эдвардса много общего с образом Говарда Хьюза. Манкевич до войны был довольно близко знаком с эксцентричным миллионером. Трагический роман Хьюза с Авой Гарднер также в значительной мере повлиял на замысел сценариста. Известно, что Хьюз и Манкевич обсуждали сценарий и Говард одобрил его.

Я хотел создать горькую историю Золушки. Принц должен был оказаться гомосексуалистом, хотя я не мог зайти так далеко. Некоторые, впрочем, думают, что я зашёл ещё дальше!
Оригинальный текст (англ.) I tried to do a bitter Cinderella story. The Prince should have turned out to be homosexual but 1 couldn't go quite that far. Some people think I went farther!— Джозеф Манкевич

### Подбор команды
Звезды серебряного экрана пытались заполучить главную женскую роль в многообещающем проекте. Элизабет Тейлор, которая тогда считала себя недооценённой, искала себя. Она прислала Манкевичу телеграмму, в которой умоляла взять её на роль Марии Варгас. Линда Дарнелл считала, что роль «списана» с неё и подходит для неё как нельзя лучше. Впоследствии она глубоко переживала то, что ей так и не удалось сняться в фильме, и отнесла это к личным счётам с Манкевичем.
Первоначально на главную женскую роль Манкевич хотел подобрать не примелькавшуюся, малоизвестную актрису, соответствующую образу. Он рассматривал кандидатуры Джоан Коллинз и Россаны Подесты. Ава Гарднер имела репутацию характерной актрисы, специализировавшейся на образе femme fatale в нуар-фильмах 1940-х. Тем не менее биография Авы, которая происходила из бедной семьи и добилась в жизни всего сама, как представлялось режиссёру, могла помочь актрисе войти в образ. Гарднер в тот период испытывала проблемы в личной жизни, она недавно развелась с Фрэнком Синатрой. В октябре 1952 года актриса попросила компанию MGM, с которой у неё был контракт, временно приостановить его, чтобы принять участие в съёмках у Манкевича. Студия крайне неохотно отпустила Гарднер, на которую имела свои виды. После длительных переговоров, Figaro Inc. выплатила $200 000 отступных. Ава Гарднер согласилась сниматься за гонорар в $60 тыс., что было гораздо ниже её обычных запросов — однако интересный сценарий и возможность сняться в хорошем ансамбле оказались важнее.
Эдмонд О’Брайен был знаком с Манкевичем со времён совместной работы над «Юлием Цезарем». Джозеф ценил этого актера за профессионализм и умение создать весёлую обстановку на съёмках. Оператора Джека Кардиффа, специализировавшегося в цветной съёмке, Манкевич присмотрел по фильмам «Красные башмачки» и «Пандора и „Летучий Голландец“» (en). Джозефу понравилась его манера в технологии Technicolor и то, как он преподнёс в кадре Аву Гарднер.

### Cъёмки картины

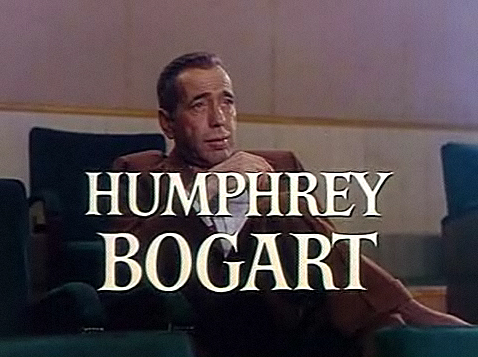
Хамфри Богарт, в роли Гарри Доуса

Съёмки прошли с января по март 1954 года в Италии, в Риме и его пригородах, на производственной базе студии Cinnecitta. До их начала Ава Гарднер примерно три недели репетировала своё фламенко, которое ей предстояло исполнить перед камерой.
Большая часть актёрского состава прибыла в Италию сразу после нового года. Картина стала одной из последних в фильмографии Хамфри Богарта. Он также согласился работать за гонорар, много меньший его обычного. Актёр уже начал испытывать проблемы со здоровьем. Приступы кашля испортили много дублей и затянули съёмки. Однако основные проблемы звездного дуэта были в том, что Ава и Хамфри не находили взаимопонимания, пикировались и спорили. Хамфри вёл себя на площадке несколько высокомерно, постоянно иронизировал насчёт своей партнёрши и называл её «дамочкой». Аве было сложно подобрать правильное настроение в их экранных взаимоотношениях. Богарт по сценарию не был её мужем или любовником — больше другом и советчиком, которому героиня доверяет свои тайны.
Трудности были и в поиске общего языка с режиссёром. Для Авы оказалось сложным играть в достаточно камерной и «разговорной» картине. Обычно её героини были не столь многословны, здесь же ей необходимо было отыгрывать сцены, в которых внимание зрителя нужно было удерживать не только своими внешними данными. Впоследствии критики невысоко отозвались об этой составляющей фильма. По сюжету так и остаётся непонятным, откуда испанка из трущоб освоила язык, полный метафор и аллюзий. При этом картина оказалась одной из самых гламурных для Авы. Её героиня появляется в кадре в эффектных нарядах, подготовленных дизайнерами модного дома Sorelle Fontana (en). В картине фигурирует статуя, установленная над могилой танцовщицы, образ, к которому несколько раз возвращается действие. Образ Марии Варгас изваял известный болгарский скульптор Асен Пейков (bg), которому позировала Ава Гарднер. Статую впоследствии приобрёл Фрэнк Синатра и установил в своём доме в Калифорнии.
Премьера картины состоялась 29 сентября 1954 года в Нью-Йорке.

## Награды и номинации
Эдмонд О’Брайен получил «Оскар» и «Золотой глобус» за исполнение мужской роли второго плана. Джозеф Манкевич был номинирован на премию «Оскар» и на Премию Гильдии сценаристов Америки за лучший сценарий.

## Критика
Сам режиссёр остался не очень доволен картиной, назвав её своим «лучшим из худших фильмов». Пресса приняла картину противоречиво.
Специалисты остались под впечатлением от визуального решения и работы оператора. Работа в стилистике нуар, точное соответствие выбора в пользу цветной гаммы Technicolor (в то время выбор между цветом и пока ещё более привычным черно-белым решением оставался за командой) оказались выгодными сторонами драмы Манкевича. Variety высоко оценила цинизм и выпуклость персонажей, соответствующих сеттингу и окружению, написав, что «острота характеров, наэлектризованный диалог, цинизм, остроумие и мудрость истории, впечатляющая комбинация безнравственно богатого и безнравственно подхалимского являются составляющими этого успешного фильма сценариста-режиссёра Манкевича», отметив при этом, что «порой Манкевич, кажется, слишком щедро снабжает своих персонажей словами». Актёрская игра Авы Гарднер получила слабую оценку, тогда как её партнеры-мужчины справились с задачей на высоком уровне. По мнению рецензента «Нью-Йорк Таймс» Босли Краузера, её персонажу не хватало правдоподобия. Босли Краузер также пишет: «Манкевич создал едкую и циничную историю о роскошном и бесстыдном поведении голливудской и международной элиты, представив группу разнообразных персонажей, настолько горьких и неприятных, что они вызывают отвращение… Как бы это ни было болезненно и бессмысленно, именно эта яркая и испепеляющая демонстрация круга лиц и общей атмосферы составляет главное очарование картины. А неприкрытая развращенность этих людей — это корень её острого ума и удивления… Следует признать, что Манкевич наполнил роскошные сцены фильма почти непрерывным потоком изобразительной точности и словесных колкостей. Картина жарких ночных клубов, гостиных Беверли-Хиллз, казино Французской ривьеры и вилл, выходящих окнами на море, наполнена зарядом зла, яда и предательства. И большая часть того, что говорят его персонажи, утыкана стальными иглами, а сами они похожи на дикобразов».
Основным предметом критики стала затянутая, не слишком внятная история, перегруженная неоправданным символизмом, отсылками к литературе и философии. Дэйв Кер нашёл её затянутой и излишне «болтливой». Эмануэль Леви назвал работу Манкевича второсортной, особенно в сравнении со схожей по стилистике другой картиной режиссёра — «Всё о Еве». По мнению Шипмана, фильм по тематике близок «Всё о Еве», но «не столь весёлый и сфокусированный», а Дайер назвал его «острой, но вторичной драмой».
Картина получила высокую оценку от молодых режиссёров французской новой волны. Франсуа Трюффо назвал её «блестящей, умной и элегантной». Жан Люк Годар признал, что картина в значительной мере вдохновила его на знаменитое «Презрение».